# جائزة الكرة الذهبية 1978
جائزة الكرة الذهبية 1978، جائزة سنوية تُعطى لأفضل لاعب كرة القدم في العالم من طرف مجلة فرانس فوتبول الفرنسية، كما تقرره لجنة دولية من الصحفيين الرياضيين، وفاز بالجائزة في 1978 اللاعب الإنجليزي كيفن كيغان لاعب هامبورغ.

## الترتيب
| الترتيب | اللاعب          | النادي  | الجنسية | النقاط |
| ------- | --------------- | ------- | ------- | ------ |
| 1       | كيفن كيغان      | هامبورغ | إنجلترا | 87     |
| 2       | هانس كرانكل     | برشلونة | النمسا  | 81     |
| 3       | روب رينسينبرينك | آندرلخت | هولندا  | 50     |